# Grote Prijs Rik Van Looy
Der Grand Prix Rik Van Looy ist ein Eintagesrennen im Straßenradsport, benannt nach dem belgischen Radrennfahrer Rik Van Looy.
Das Rennen wurde erstmals am 7. Juli 2018 organisiert und ist seit 2022 Teil des Internationalen Radsportkalenders in UCI-Kategorie 1.2. Der Start ist in Grobbendonk, dem Geburtsort von Rik Van Looy. Das Ziel des Rennens ist in Herentals.

## Palmarès
| Jahr                                                           | Sieger             | Zweiter             | Dritter                   |
| -------------------------------------------------------------- | ------------------ | ------------------- | ------------------------- |
| 2018                                                           | Brent Van Moer     | Niels Boele         | Jelle Schuermans          |
| 2019                                                           | Viktor Verschaeve  | Lennert Teugels     | Thomas Vereecken          |
| Das Rennen wurde 2020 aufgrund der COVID-19-Pandemie abgesagt. |                    |                     |                           |
| 2021                                                           | Louis Blouwe       | Ceriel Desal        | Luca De Meester           |
| 2022                                                           | Coen Vermeltfoort  | Rasmus Bøgh Wallin  | Sebastian Kirkedam Larsen |
| 2023                                                           | Rasmus Bøgh Wallin | Gianluca Pollefliet | Pieter van Laer           |
| 2024                                                           | Simon Dehairs      | Davide Bomboi       | Tim Torn Teutenberg       |